# Voigdehagen
Voigdehagen ein Stadtteil im Stadtgebiet Süd von Stralsund im Landkreis Vorpommern-Rügen in Mecklenburg-Vorpommern.
Der Ort mit aktuell 74 Einwohnern liegt etwa 5 km vom historischen Zentrum Stralsunds entfernt. Er wurde 1928 in die Stadt Stralsund eingemeindet, wie zahlreiche andere, ehemalige Landdörfer auch. Voigdehagen wurde 1282 gegründet und feierte 1982 sein 700-jähriges Bestehen. Die Geschichte des kleinen Stadtteils im Süden von Stralsund ist sehr umfangreich und kirchlich geprägt, denn die Voigdehäger Kirche war Jahrhunderte hinweg die „Mater“ (Mutterkirche) der Stralsunder Pfarrkirchen.

## Geschichte
Die Geschichte von Voigdehagen ist im Stralsunder Stadtarchiv sehr umfassend dokumentiert. Viele Schriften stammen aus Urkunden (die meisten aus dem Pommerschen Urkundenbuch), andere aus dem Heilgeistkloster, welches über die Jahrhunderte viele Güter in Voigdehagen und seiner Umgebung verpachtete.

### Mittelalter
Seit Ausgang des 13. Jahrhunderts gehörte das heutige Gebiet Voigdehagens zum Fürstentum Rügen und hier verknüpft sich seine Geschichte mit der neuen, 1234 gegründeten Siedlung Stralow (ab 1240 Stralesund genannt).
Noch im 13. Jahrhundert dehnte die Stadt ihren Grundbesitz deutlich über die einstigen Grenzen der Feldmark aus. 1290 wurden die beiden Dörfer Voigdehagen und Lüdershagen erworben. Von Witzlaw I. ließ sich die Stadt das Eigentum schriftlich nochmals als Eigentum bestätigen und dazu das Recht einräumen, auch zukünftig Erwerbungen von Grundbesitz außerhalb der Stadtmauern zu tätigen. 1301 kam das Dorf Vogelsang, 1302 Lüssow in städtischen Besitz. 1306 erwarb Stralsund Weideland auf dem Zingst, 1321 dann auch die Dörfer Devin, Teschenhagen, Zitterpenningshagen, Wendorf, Lützow, Langendorf und Kedingshagen.
Am 16. Oktober 1289 übertrug auf Bitten des Rates Fürst Wizlaw II. von Rügen der Stadt Stralsund das Eigentum der Güter des Knappen Alexander v. Weye in Voigdehagen mit allem Zubehör und der hohen und niederen Gerichtsbarkeit und verbot jede Nachahmung.
Fürst Wizlaw II. von Rügen verkaufte am 29. August 1290 mit Zustimmung seines Sohnes Wizlaw III. der Stadt Stralsund, das Eigentum ihrer Güter, in Voigdehagen von dem Meere da wo das Gewässer endigt, das 2 Mühlen treibt, und von der Grenze der Stadt, wo der Weg nach dem Dorfe führt bis an den Teich und diesen selbst. Ebenso das Eigentum des Dorfes Lüdershagen, sowohl was sie dort von Rolef Plotze gekauft hat, als was sie von den Kleriker des Fürsten, Nicolaus, und dessen Bruder Martin kaufen wird. Fürst Wizlaw II. von Rügen schenkte am 16. Oktober 1290 der Stadt Stralsund das Eigentum aller Güter in Voigdehagen mit allem Zubehör und dem hohen und niederen Gericht.
Am 4. April 1291 verkaufte Fürst Wizlaw II. von Rügen mit Zustimmung seines Sohnes Wizlaw III. der Stadt Stralsund das Eigentum aller Gewässer in ihrer Feldmark, gestattete ihr die Aufstauung des fürstlichen Mühlenteiches bis zu dem Zeichen, das er mit den Mönchen von Neuenkamp hat anbringen lassen, und die Fischerei darin, doch auch für ihn, wenn er in der Stadt weilt, erlaubt ihr die Anlage zweier Mühlen an dem Teiche doch mit der Lieferung von 10 Drömt Gerste, 10 Drömt Hafer und 10 Drömt Korn von jedem Mahlgang, aber ohne Mahlschatz jährlich. Den Teich mit den Gräben geführt über die Mühle des Klosters in Garbodenhagen und Kordshagen darf sie ableiten nach dem fürstlichen Teiche bei der Stadt und 2 Windmühlen errichten, den See in Voigdehagen kann sie nach dem Stadtgebiet ableiten.
Am 23. Juni 1303 schloss Otto Slore, (Pleban der Stadt Stralsund und in Voigdehagen) mit der Stadt einen Vergleich über die Stauung des über die Mühle in Voigdehagen fließenden Wassers. Der Rat konnte somit das Wasser zum Nutzen der Stadt nach Befinden auf den anliegenden Ländereien der Kirche stauen. Im Gegenzug bekam die Kirche eine Zuweisung von zwei freien Morgen. Am 8. September 1303 verkaufen dann die Brüder Johann und Bertold Citterpennigk der Stadt Stralsund ihre Metze und Mahlfreiheit auf der Voigdehägener Mühle. Etwa 10 Jahre später, am 1. März 1314 schloss Fürst Wizlaw III. von Rügen mit seiner Stadt Stralsund Frieden und gab ihr alle Rechte und Freiheiten, die die Stadt Rostock von Borwin (Fürst von Mecklenburg) und seinen Söhnen Heinrich und Nicolaus erhalten hatte, ferner „mit dem gantzen eghendom“ über die Stadt und aller innerhalb ihrer Grenzen. Am 10. Mai 1321 bestätigte Fürst Wizlaw III. der Stadt Stralsund ihre Privilegien und ihren Besitz, betreffend in den Dörfern Devin, Teschenhagen, Zitterpenningshagen, Voigdehagen, Wendorf, Lüdershagen, Vogelsang, Lüssow, Langendorf und Kedingshagen. Die Privilegien waren dieselben wie in früheren Bestätigungen.
Seit dem 23. März 1401 hatte der Pfarrer in Voigdehagen das Recht, seine Kirche und die Filialen und Kirchhöfe, wenn sie entweiht worden sind, selbst oder durch einen geeigneten Priester zu reinigen.

### Neuzeit
Zwischen 1558 und 1564 kam es zur Verleihung des theologischen Doktorgrades an den Superintendenten Jakob Runge in Gegenwart von Philipp Melanchton. Weiterhin fanden Verhandlungen über die öffentliche Absolution und andere theologische Probleme statt. Eine Visitation in Voigdehagen, Pütte, Prohn und Mohrdorf fand ebenso statt.

### 17. Jahrhundert
Das bedeutendste Ereignis in diesem Jahrhundert war sicherlich die Schlacht von Voigdehagen und die Belagerung Stralsunds durch Wallenstein. Die Stadt gewann die Schlacht und feiert dieses Ereignis auch heute noch mit den sogenannten Wallensteintagen.
Ab 1648 kam es zum Wiederaufbau der zerstörten Dörfer Voigdehagen, Zitterhagen (jetzt: Zitterpenningshagen), Wendorf und Ahrendsee, welche durch die Folgen des Dreißigjährigen Krieges (1618–1648) stark zerstört wurden. In der Zeit von 1621 bis 1637 kam es zu einem Kaufvertrag zwischen der Stadt Stralsund und Maria Andrea, Witwe des Jacob Wessel, über das Wesselsche Haus am Alten Markt. Weiterhin Verpachtung des Gutes Nisdorf an Franz Cornelius, Jacob Harcken, Magnus Schadeloken, Cornelius Frantzen, Danckwart Frantzen, Johann Clausen und Dinnies Holsten.

### 18. Jahrhundert
Klagen von Pfarrern und Pächtern gab es in Voigdehagen immer wieder. So kam es zwischen 1721 und 1740 zur Klage und Appellation des Pfarrers Johann Theophil Weigel aus Voigdehagen gegen Carl Albert Richter, Pächter zu Andershof, und Provisoren und Administrator des Heilgeistklosters zu Stralsund wegen Schmälerung der Pfarrgerechtigkeit und der Pfarrgrenzen. Zwischen 1732 und 1738 wurden die Höfe Zitterpenningshagen und Voigdehagen an Karl Albert Richter bzw. Paul Döhn verpachtet.
Um 1736/1737 klagte der Pastor Johann Theophil Weigel zu Voigdehagen gegen die Provisoren und Administratoren des Klosters zum Heiligen Geist in Stralsund, wegen verübter Gewalttätigkeiten des Pächters Paul Döhn zu Voigdehagen. Wie der Streit ausgegangen ist, lässt sich nicht nachvollziehen. Letztlich kam es aber wieder zu einer Verpachtung der Höfe Voigdehagen und Zitterpenningshagen an Paul Döhn von 1738 bis 1754.
Zwischen 1745 und 1762 kam es zu Verhandlungen mit dem Pächter Paul Döhn zu Andershof und Voigdehagen wegen der Viehseuche und Vertragsverlängerung bis zum Jahre 1764, desgleichen Übertragung des Kontraktes (Vertrag) auf N. P. Schultz. 1759 /1760 erhielt der Pächter Paul Döhn eine Entschädigung für erlittene Kriegsschäden.
n den Jahren 1776/1777 sollte es zu Streitigkeiten der Bauern in Voigdehagen, mit dem Pächter Bogislaw Schulz, wegen der Hofdienste kommen. Die Streitigkeiten wurden bis zum Rat der Stadt Stralsund getragen und wurden letztlich beigelegt. 1790 kam es dann zur Legung eines Weges über die Heide von Wendorf und Voigdehagen durch den Kapitän von Born zu Zarrendorf für seine Torffuhren. Der Torfabbau war in der Gegend von Zitterpenningshagen und Voigdehagen sehr weit verbreitet. Der Torf wurde zum einen als Brennstoff, zum anderen auch als Dünger verwendet.
Im ausgehenden 18. Jahrhundert wurde auf dem Voigdehäger Friedhof ein Erbbegräbnisses für den Schloßhauptmann von Reichenbach gesetzt. Im Jahre 1800 kam es zu einer Beschwerde des Müllers Diedrich Meinke aus Voigdehagen über das gegen ihn ausgesprochene Verkaufsverbot von Grütze in Stralsund. (Müllerhandwerk) Der Grützmüller Bartholomäus Zimmermann ersuchte die Stadt um Untersagung des Grützverkaufs, auf Märkten und an Brücken durch auswärtige Grützhändler. Daraufhin kam es zur Klage gegen den Müller Johann Christian Winter aus Voigdehagen wegen Verkaufs von Grütze auf dem Stralsunder Markt.

### 19. Jahrhundert
Für die Mitte des 19. Jahrhunderts weisen die Akten zahlreiche Neubauten in Voigdehagen aus:wie zum Beispiel den Bau eines neuen massiven Wohnhauses, einer neuen Scheune, eines neuen Backhauses, von Katen, einer Wagenremise und von Stallungen. Weiterhin gab es manche Neu- und Erweiterungsbauten auf dem Gutshof von Voigdehagen. Im 19. Jahrhundert erlebte der Ort umfassende Baumaßnahmen und wurde an das Eisenbahnnetz des damaligen Deutschen Reiches angeschlossen. Zahlreiche Flächen wurden an die Reichsbahn zum Bau der sogenannten Berliner Nordbahn abgetreten. Der Bahnhof wurde Ende der 1990er Jahre stillgelegt und die alte Wartehalle abgerissen.
1890/1891 wurde der Bau eines Toilettengebäudes für das Küster- und Schulhaus in Voigdehagen realisiert.
Im Jahre 1891 erfolgte auch der Abbruch des alten Pastorenhauses in Voigdehagen, viele Sachen wurden bei einer Auktion versteigert. Im selben Jahr traf eine heftige Kälteperiode an der Küste Voigdehagen. Es kam zu nicht unbedeutenden Frostschäden. Kartoffeln erfroren, besonders an der Stadtkoppel, in Voigdehagen und Zarrendorf. Die Bauern hatten massive Ernteausfälle zu beklagen.
Weiterhin stammt auch die Sakristei der Voigdehäger Kirche aus dem 19. Jahrhundert. Der Anbau befindet sich an der Nordseite der Kirche und ist mittlerweile stark baufällig und bedarf einer Sanierung. Durch die starke Baufälligkeit werden mittlerweile auch keine Gegenstände mehr in der Sakristei aufbewahrt (siehe Voigdehäger Kirche).

### 20. Jahrhundert
Ab 1917 wurde mit einer Bildung einer Wassergenossenschaft zur Melioration von Wiesen zwischen Voigdehagen und Wendorf begonnen. Zwischen 1919 und 1922 kam es zum Bau einer Chaussee von Zarrendorf über Wendorf nach Voigdehagen, wie man aus der Geschichte im Stralsunder Stadtarchiv entnehmen kann.
1928 wird ein wichtiges Jahr in Voigdehagen. Es kam zur Auflösung der Gutsbezirke Voigdehagen, Devin, Andershof und Grünhufe und Eingemeindung der Schulbezirke nach Stralsund. Voigdehagen verlor zu dieser Zeit seine Eigenständigkeit und ist seitdem ein Stadtteil der Hansestadt Stralsund.
1940–1942 kam es zu einer Klage gegen den Landwirt Steege wegen widerrechtlicher Versetzung von Grenzsteinen, zur weiteren Ausbeutung der Kiesgrube (der Abbau von Kies bestimmte in den letzten 100 Jahren maßgeblich das Bild von Voigdehagen und Zitterpenningshagen). Was bei der Klage herausgekommen ist, lässt sich gegenwärtig noch nicht sagen.
Bis zum Ende des Zweiten Weltkrieges befand sich das Gutshaus in Voigdehagen noch im Besitz der Familie Mohr, welche zum Ende des Zweiten Weltkrieges flüchten musste. Die Ländereien wurden zwangsenteignet und später der Landwirtschaftlichen Produktionsgenossenschaft (kurz LPG) zugeführt. Über den weiteren Verbleib der Familie ist bisher nichts bekannt. -> Siehe Bodenreform in der Sowjetischen Besatzungszone ab 1945.
Die Voigdehäger Schule wurde ab 1945 zuerst geschlossen und später abgerissen. Die schulpflichtigen Kinder aus Voigdehagen mussten somit zu Schulen in Andershof, Stralsund, oder Steinhagen ausweichen.
Zwischen 1946 und 1953 kam es zur Verteilung und Bewirtschaftung von Bodenreformland in Voigdehagen und schließlich wurde am 18. August 1958 die Gründung der LPG Freiheit in Voigdehagen vollzogen.

### 21. Jahrhundert
Ebenso wird seit dem Jahr 2000 auch wieder die Buchholz-Orgel nach 10-jähriger Abstinenz bespielt. Zwischen 2003 und 2006 erfolgte dann noch einmal eine Generalüberholung durch die Orgelbau- und Restaurierungswerkstatt Rainer Wolter aus Dresden. Die Grabkapelle der Familie Wulffcrona wurde abgerissen (wegen Baufälligkeit).
2011 wurde das Wehr am Voigdehäger Teich saniert und 2012 übernahm Pfarrer Winfried Wenzel die Kirchengemeinde Heilgeist-Voigdehagen, welcher dieser noch bis zum heutigen Tage betreut.

## Liste der Pächter in Voigdehagen
Die nachfolgende Liste zeigt die Pächter in Voigdehagen. Oftmals wurden von den Pächtern in Voigdehagen auch die Höfe in Andershof, Wendorf und Zitterpenningshagen mit gepachtet.
| Zeitraum der Pacht | Pächter |
| ------------------ | --- |
| 1623 – ?           | Verpachtung der Bauernhöfe zu Voigdehagen und Andershof durch das Provisorat des Klosters zum Heiligen Geist an den Stralsunder Bürger Gervinus Hasert                                                    |
| 1621–1637          | Verpachtung der unbesetzten Höfe in Voigdehagen, Teschenhagen, Zitterpenningshagen, Ahrendsee und von Diensten in Wendorf durch die Provisoren des Heilgeistklosters an Johan Horn und Jochim Boistern.   |
| 1640 – ?           | Verpachtung von Andershof und Voigdehagen an Johann Horn und Jochim Böistehr. Hinweise auf im Pachtvertrag berücksichtigte kriegsbedingte, durch schwedische und kaiserliche Truppen verursachte Schäden. |
| 1640–1655          | Verpachtung des Hofes in Voigdehagen, der Schäferei in Zitterpenningshagen und der Bauernhöfe in Ahrendsee an Johann Horn                                                                                 |
| 1666–1678          | Verpachtung der Höfe in Voigdehagen und Zitterpenningshagen an Jochen Wrodow bzw. Niclas von Braun |
| 1684–1695          | Verpachtung der Höfe in Voigdehagen und Zitterpenningshagen an Nicolaus Baumann |
| 1695–1700          | Verpachtung der Höfe in Voigdehagen und Zitterpenningshagen an Erich Frank bzw. David Rubbert |
| 1700–1705          | Verpachtung der Höfe in Voigdehagen und Zitterpenningshagen an David Rubbert bzw. Heinrich Gutzkow |
| 1705–1710          | Verpachtung der Höfe in Voigdehagen und Zitterpenningshagen an Hans Darss |
| 1710–1715          | Verpachtung der Höfe in Voigdehagen und Zitterpenningshagen an Andreas Wehnert |
| 1715–1720          | Verpachtung der Höfe in Voigdehagen und Zitterpenningshagen an Johann Glasau |
| 1720–1732          | Verpachtung der Höfe in Voigdehagen und Zitterpenningshagen an Karl Albert Richter |
| 1732–1738          | Verpachtung der Höfe in Voigdehagen und Zitterpenningshagen an Karl Albert Richter bzw. Paul Döhn |
| 1738–1754          | Verpachtung der Höfe in Voigdehagen und Zitterpenningshagen an Paul Döhn |
| 1749–1769          | Verpachtung der Güter in Andershof, Voigdehagen und Zitterpenningshagen an Karl Friedrich Döhn |
| 1764–1769          | Verpachtung der Güter in Voigdehagen und Zitterpenningshagen an Bogislaw Schulz |
| 1769–1784          | Verpachtung (Wiederverpachtung) der Güter in Voigdehagen und Zitterpenningshagen an Bogislaw Schulz |
| 1793–1808          | Verpachtung der Güter Voigdehagen, Zitterpenningshagen und Wendorf an Karl Döhn |
| 1814–1835          | Verpachtung der Güter Voigdehagen, Zitterpenningshagen und Wendorf an Johann Friedrich Pluns |
| 1835–1856          | Verpachtung der Höfe Voigdehagen und Zitterpenningshagen an Bernhard Mevis bzw. Georg Wilhelm Klingender                                                                                                  |
| 1856–1874          | Verpachtung des Gutes Voigdehagen an Karl August Heckmann |
| 1874–1891          | Verpachtung des Gutes Voigdehagen an Friedrich Klingender |
| 1892–1910          | Verpachtung des Gutes Voigdehagen an Paul Möller bzw. Gottfried von Jena |
| 1910–1944          | Verpachtung des Gutes Voigdehagen an Ullrich Müller bzw. seine Witwe und Paul Mohr |
| 1920–1937          | Verpachtung von Gelände aus der Feldmark der Güter Försterhof, Zitterpenningshagen und Voigdehagen zu Siedlungszwecken                                                                                    |

Nach 1945 kommt es nicht mehr zu Verpachtungen der Güter in Voigdehagen. Im Zuge der Bodenreform in der sowjetischen Besatzungszone wurden die Güter enteignet und später den landwirtschaftlichen Produktionsgenossenschaften zugeführt. Was mit dem letzten Pächter Paul Mohr nach dem Krieg geschah, ist nicht geklärt.

## Die Kirche
-> Hauptartikel Kirche Voigdehagen
Die Ursprünge der Voigdehäger Kirche reichen weit ins 13. Jahrhundert zurück. Bis in das 18. Jahrhundert war sie die Mutterkirche der Stralsunder Kirchen. An die Kirche grenzt ein historischer alter Friedhof, auf dem unter anderem die Familie Wulfcrona begraben liegt, eine bedeutende Weinhändlerfamile aus Stralsund. Die Grabkapelle wurde vor wenigen Jahren wegen Baufälligkeit abgerissen. Gottesdienste finden in der kleinen Kirche nur noch selten statt, lediglich zu Erntedank, zum Reformationstag und zu Weihnachten ist sie geöffnet.

## Der See

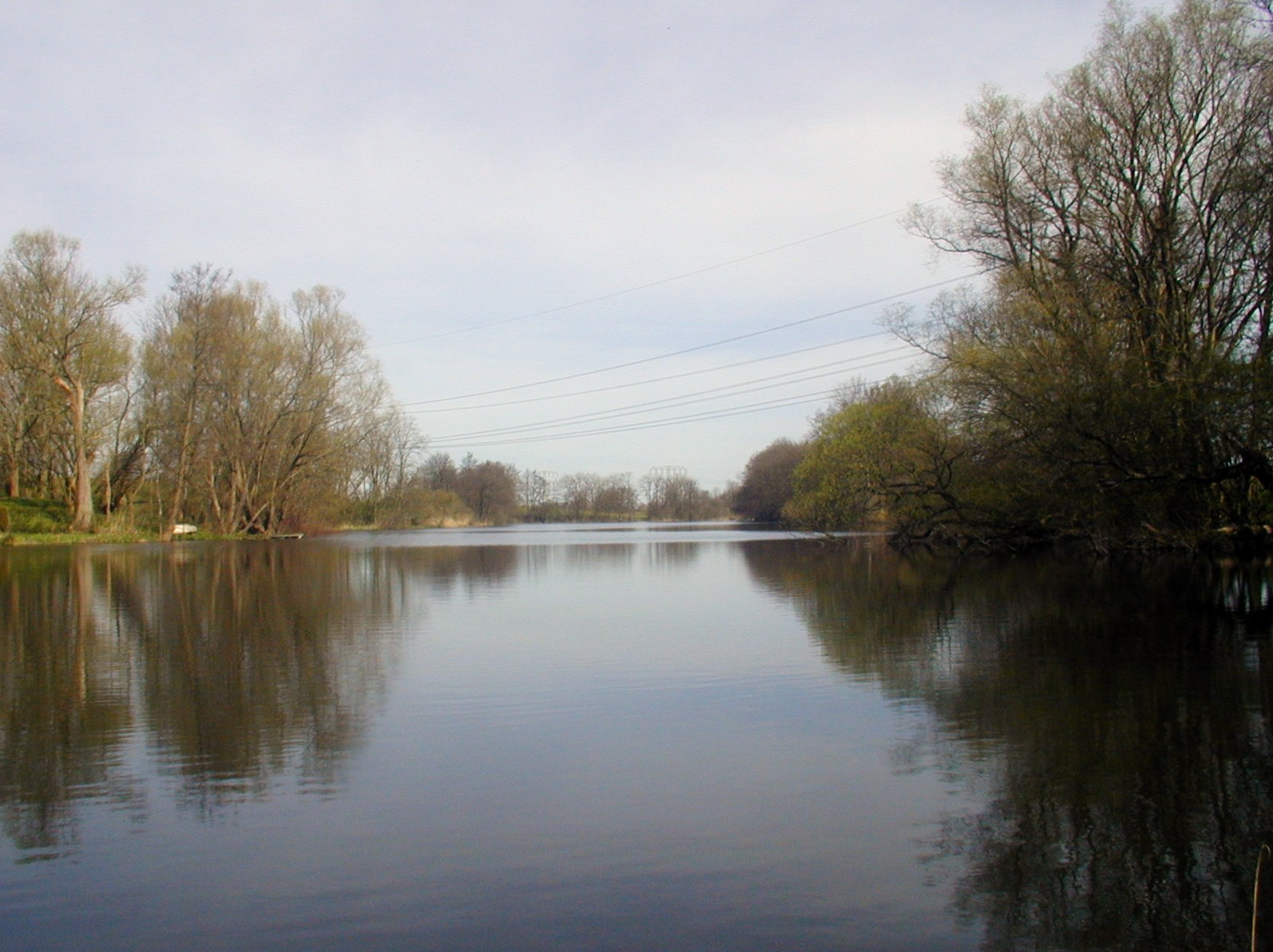
Blick über den Voigdehäger Teich

Mitten durch den Ort führt eine alte Kopfsteinpflasterstraße, die Voigdehagen mit Andershof verbindet. Die Straße selbst ist zugleich ein alter Damm, der den Voigdehäger Teich im Norden und den Bauernteich im Süden des Ortes verbindet. Der Bauernteich, ebenso wie der Voigdehäger Teich, wurde im Mittelalter durch Aufstauung gebildet. Gespeist werden die Teiche durch den Bach Zitterbäk, der auch an Zitterpenningshagen vorbeifließt.
Der See ist reich an Süßwasserfischen, daher wird er auch vom Stralsunder Angelverein genutzt. Bekannte Fische sind hier der Barsch und Hecht, aber auch Bleie, Rotfedern und Ukelei sind hier zu finden. Der Voigdehäger Teich hat eine Fläche von 3,23 ha und eine maximale Tiefe von 2 m.

## Der Bahnhof
Bis Anfang der 1990er Jahre hatte Voigdehagen noch einen Anschluss an das Bahnnetz mit einem Haltepunkt. Die Bahnstrecke gehörte zur sogenannten Berliner Nordbahn, welche die Hauptstadt mit der Hansestadt Stralsund verband. Das Bahnhofsgebäude wurde in den letzten Jahren saniert und ist heute wieder bewohnt. Die alte Wartehalle wurde jedoch abgerissen. Erst vor wenigen Jahren wurde auch der Bahnübergang von der Deutschen Bahn saniert.

## Persönlichkeiten
- Karl Palmgren (1891–1970), Fregattenkapitän und Ritterkreuzträger